# Bogføringsfirma
Et Bogføringsfirma er et  firma som foretager bogholderi på vegne af andre selskaber.
Disse firmaer må gerne sætte et regnskab op til offentlige myndigheder og private virksomheder under diverse forudsætninger.
Der er ikke revisionspligt for rigtig mange mindre virksomheder.
Disse firmaer har ikke lov til at udføre revision, men kan have samarbejde med registrerede revisorer eller statsautoriserede revisorer.
Firmaer har som regel Branchekode 692000.